# Beautiful Girls (canción de Sean Kingston)
«Beautiful Girls» es una canción con influencias del reggae del músico estadounidense Sean Kingston de su epónimo álbum de debut. La canción usa un sample de la línea de bajo del clásico de Ben E. King, "Stand by Me" y utiliza tecnología de corrección digital de tono en las vocalizaciones. La canción es sobre un chico suicida ante el fracaso de su relación con una "chica bonita". Ciertas estaciones de radio emiten la versión censurada de la canción, la cual sustituye la palabra "suicidal" (suicida) con "in denial" (en la negación). En MTV la palabra "suicidal" es completamente eliminada sin reemplazo alguno. En BET, Fuse y MuchMusic, "suicidal" se dejó intacto. Esta canción también aparece en la película de monstruos de 2008 Cloverfield, y Gossip Girl de The CW.
La rapera Lil Mama y los actores Kenny Vibert y Lil' JJ aparecen en el video musical.
Esta canción estuvo en el #86 de MTV Asia del Top 100 Hits de 2007.

## Controversia de la letra
Debido a que la letra contiene referencias al suicidio, la canción ha sido retirada de varias listas de reproducción radiales incluyendo FM104 en Dublín, donde miles de quejas se hicieron notar vía telefónica en el talk show nocturno 'The Adrian Kennedy Phoneshow' y Wild 102 en Roseau, Minnesota. Supuestamente fue retirada de 2 FM y aunque un portavoz dijo que no se encuentra actualmente en su lista de reproducción, no pudo confirmar si lo habría estado en el pasado. FM104 sustituye "suicidal" con "in denial", un cambio que Sean Kingston hizo para la estación de radio.

## Lista de canciones
Sencillo en CD del Reino Unido
1. "Beautiful Girls" (versión del álbum) - 4:02
2. "Beautiful Girls" (a capela) - 3:41
3. "Beautiful Girls" (instrumental) - 3:40
4. "Beautiful Girls" (Remix) (con Fabolous & Lil' Boosie) - 3:27
5. "Beautiful Girls" (Vídeo)

## Remezclas oficiales
1. Official Remix featuring Flo Rida (4:35)
2. Remix featuring AC (4:12)
3. Remix featuring Lil' Mama (3:50)

## Posición en las listas
La canción se vio beneficiada por la amplia difusión en la radio antes de su lanzamiento digital, llegando tan alto como en el #17 del Hot 100. El 24 de julio, "Beautiful Girls" se filtró accidentalmente en la iTunes Store de EE. UU., dos días antes de la fecha de lanzamiento planeada. Dentro de 24 horas después de su lanzamiento digital oficial el 26 de julio, la canción se movió rápidamente a las primeras posiciones de iTunes. La semana siguiente al lanzamiento digital de la canción se posicionó como número uno en el Hot Digital Songs de Billboard, debutando con 260 000 descargas en su primera semana (las segundas ventas digitales más altas para una canción nueva de 2007, solo detrás de "Umbrella" de Rihanna). Kingston se convirtió en el primer artista nacido entre los años 1990s en encabezar los Hot 100, superando al rapero Soulja Boy por seis semanas.
En la misma semana la canción avanzó del #23 al #1 en el Billboard Hot 100, recordando a "The Boy Is Mine" de Brandy y Monica por la semana del movimiento con mayor ascendencia al #1 de un artista en el Hot 100. También pasó a ocupar el primer lugar en el U.S. Hot 100 Airplay y el Canadian Hot 100. Se mantuvo en los más altos del UK Singles Chart por cuatro semanas antes de ser sustituido por el primer sencillo de las Sugababes de su quinto álbum de estudio Change, "About You Now". La canción terminó el 2007 siendo el 15° sencillo más vendido del año en el Reino Unido.
En las listas oficiales de ARIA de Australia debutó en el #1, bajó al #2 cuando el sencillo del regreso de Delta Goodrem tomó el primer lugar. "Beautiful Girls" regresó la siguiente semana y permaneció durante un mes antes de ser sustituido por "The Way I Are" de Timbaland.
| Listas (2007–2008)                     | Posiciónk más alta |
| -------------------------------------- | ------------------ |
| Alemania (Media Control AG)            | 10                 |
| Australia (ARIA)                       | 1                  |
| Australia (ARIA Urban Singles)         | 1                  |
| Austria (Ö3 Austria Top 40)            | 4                  |
| Bélgica (Flandes) (Ultratop 50)        | 10                 |
| Bélgica (Valonia) (Ultratop 50)        | 7                  |
| Brasil (Crowley Broadcast Analysis)    | 2                  |
| Canadá (Canadian Hot 100)              | 1                  |
| CEI (Tophit)                           | 71                 |
| República Checa (Rádio Top 100)        | 9                  |
| Dinamarca (Tracklisten)                | 2                  |
| Escocia (Scottish Singles Sales Chart) | 1                  |
| Eslovaquia (Rádio Top 100)             | 14                 |
| Estados Unidos (Billboard Hot 100)     | 1                  |
| Estados Unidos (Hot R&B/Hip-Hop Songs) | 12                 |
| Estados Unidos (Mainstream Top 40)     | 2                  |
| Estados Unidos (Rhythmic)              | 1                  |
| Estados Unidos (Pop 100)               | 1                  |
| Eurochart Hot 100                      | 1                  |
| Finlandia (OFC)                        | 19                 |
| Francia (SNEP)                         | 2                  |
| Hungría (Dance Top 40)                 | 6                  |
| Hungría (Rádiós Top 40)                | 1                  |
| Hungría (Single Top 40)                | 7                  |
| Irlanda (IRMA)                         | 1                  |
| Italia (FIMI)                          | 7                  |
| Noruega (VG-lista)                     | 6                  |
| Nueva Zelanda (Recorded Music NZ)      | 1                  |
| Países Bajos (Dutch Top 40)            | 8                  |
| Países Bajos (Mega Single Top 100)     | 11                 |
| Reino Unido (Official Charts Company)  | 1                  |
| Reino Unido (UK R&B Chart)             | 1                  |
| Rumania (Romanian Top 100)             | 7                  |
| Suecia (Sverigetopplistan)             | 3                  |
| Suiza (Schweizer Hitparade)            | 11                 |

## Versiones
Uno meses después de que "Beautiful Girls" fue lanzado en 2007, un nuevo servicio de videos not online llamado Vortigos, organizó un concurso de covers en la cual los fanes podían publicar una versión para ganar una oportunidad de recibir una llamada telefónica de Sean Kingston. Después de una votación en línea, la usuaria Mallory Robbins ganó con una versión a capela de la canción. También se le dieron los máximos honores para una versión de rock de la canción interpretada por el Ailan Christopher Project. Poco después, la artista discográfica JoJo lanzó en respuesta una versión de la canción que fue estrenado en su página de outerSpace, sin embargo no sería lanzado en su siguiente álbum. Chris Moyles también lanzó una versión de parodia, no obstante la melodía a bordo sobre lo tan que mala podía ser la canción en la propia opinión de Moyles.
El Plain White T's cuya canción fue noqueada de las listas por esta, hizo una versión para Yahoo! Música. El vocalista Tom Higgenson dice que el grupo "comenzó a versionarla casi a broma. Comenzamos a aprender debido a que nosotros fuimos número uno durante unas semanas y luego nos empujaron del primer puesto por Sean Kingston, debido a esta canción. Es como una especie de oda a Sean." Para cerrar la canción el guitarrista Mike Retondo rompe en el coro de Stand by Me, una reminiscencia al hecho de que esa línea de bajo de la canción es utilizada en Beautiful Girls.
Teddy Geiger versionó la canción en su tour de 2007, debido a la popularidad, una versión grabada de la canción será presentada como un bonus track en la versión de iTunes de su próximo CD "The March".
Jesse McCartney versionó Beautiful Girls durante su gira Right Where You Want Me tour.
David Archuleta cantó brevemente el coro de la canción al término de su actuación el 6 de mayo de 2008 en el show televisivo estadounidense, American Idol. Inicialmente estaba interpretando la canción original Stand by Me de Ben E. King.
Deer Tick grabó una versión de Beautiful Girls, el cual puede ser encontrado en Myspace.com.
Casey Crescenzo de The Dear Hunter grabó una versión de esta canción y ocasionalmente la interpreta en vivo.
JoJo grabó una versión de la canción, cambiando la perspectiva de hombre a mujer. Por ejemplo: en lugar del verso "She'll have you suicidal" ([Ella] te hará suicida), canta "We'll have you suicidal" (Te haremos suicida) autoproclamándose como una de las "chicas bonitas" del título.
JLS cantó el coro y el último verso de la canción en su actuación del 30 de noviembre de 2007 en el show televisivo británico The X Factor. Inicialmente estaban interpretando la canción original Stand by Me de Ben E. King.
El grupo panameño Comando Tiburón versionó la canción al español en octubre de 2007 bajo el título No llores más con un sonido más cercano al Reggae en español, que fue lanzado como sencillo. La letra de esta versión en español no posee correspondencia con el texto en inglés.
Sean Kingston también la cantó en español.

## Parodias
- Chris Moyles y Comedy Dave de BBC Radio 1 han producido una parodia popular, Sean Krapston - A Suicidal song.[46]
- Kel Mitchell ha producido una canción en su MySpace llamada "Scariest Girl".